# Nationalisme albanais

Drapeau de l'Albanie.

Le nationalisme albanais est un ensemble général d'idées et de concepts nationalistes générés par les Albanais de souche qui se sont formés au XIXe siècle lors de l'éveil national albanais (en albanais : Rilindja). Le nationalisme albanais est également associé à des concepts similaires, tels que l'albanianisme,,,, (en albanais : Shqiptaria ou Shqiptarizmi) et le pan-albanianisme, qui comprend des idées sur la création d'un État albanais géographiquement étendu ou d'une « Grande Albanie » englobant les terres adjacentes des Balkans et abritant d'importantes populations albanaises.
À la fin de la période ottomane, les Albanais étaient principalement des musulmans ayant des liens religieux avec les Turcs au pouvoir dans l'Empire ottoman. Historiquement, il n'y a eu que de courtes périodes où un État albanais unifié et indépendant a existé, ce qui a retardé la montée du nationalisme en Albanie par rapport à ses voisins,. Le début de la Grande Crise Orientale (1875–1878), qui menaça la partition des territoires albanais des Balkans par des États chrétiens orthodoxes voisins, stimula l'émergence du réveil national albanais et du mouvement nationaliste,,,,. Au cours du XIXe siècle, des influences savantes occidentales, des groupes de la diaspora albanaise tels que les Arberèches et les personnalités albanaises de l'eveil national ont largement contribué à la diffusion d'influences et d'idées parmi les Albanais des Balkans, dans le contexte de l'autodétermination albanaise. Parmi ceux-ci figuraient des idées d'une participation illyrienne à l'ethnogenèse albanaise, qui dominent encore le nationalisme albanais à l'époque contemporaine. Le mythe de la continuité illyrienne-albanaise est le mythe fondateur de la nation albanaise. D'autres peuples antiques sont également revendiqués comme ancêtres, en particulier les Épirotes et les Pélasges,,. Ces mythes nationaux sont importants pour soutenir géopolitiquement les revendications d'« autochtonie » en Grande Albanie (surtout au Kosovo et en Macédoine du Nord).
En raison du chevauchement et de la concurrence des revendications territoriales avec d'autres nationalismes et États balkaniques sur des terres datant de la fin de la période ottomane, ces idées forment un mythe national. Ces mythes visent à établir la primauté sur les peuples voisins (Slaves et Grecs) et à permettre des mouvements pour l'indépendance et l'autodétermination, ainsi que des revendications irrédentistes contre les pays voisins,,,. Les sentiments pan-albanais sont également présents dans le nationalisme albanais. En raison du succès de la révolte albanaise de 1912, les Ottomans ont accepté la création d'une vilayet albanaise autonome, mais elle n'a jamais été mise en place car la Ligue balkanique a profité de l'affaiblissement de l'État ottoman et a envahi les territoires qui devaient être donnés à la vilayet, qui ont été divisés entre les États de la Ligue balkanique,,. Une partie du Kosovo et de la Macédoine-Occidentale ont été unifiées par les forces italiennes de l'Axe à leur protectorat d'Albanie et, après la capitulation de l'Italie, ces mêmes territoires ont été incorporés à l'État client allemand pendant la Seconde Guerre mondiale. Le nationalisme albanais renferme une série de mythes relatifs aux origines albanaises, à la « pureté » culturelle et à l'homogénéité nationale, à l'indifférence religieuse en tant que fondement de l'identité nationale albanaise et à la poursuite des luttes nationales. La figure de Skanderbeg est l'une des principales figures constitutives du nationalisme albanais fondé sur la personne, comme d'autres mythes sont fondés sur des idées, des concepts abstraits et le collectivisme,,.
Le nationalisme albanais contemporain, comme d'autres formes de nationalisme ethnique, affirme que les Albanais constituent une nation et favorise l'unité culturelle, sociale, politique et linguistique des Albanais. Cette forme de nationalisme est très présente dans la société et la politique albanaises depuis les années 1990 et 2000, en raison des guerres de Yougoslavie, de l'indépendance du Kosovo, du statut des Albanais en Macédoine du Nord et de la diaspora albanaise toujours croissante.
Le nationalisme albanais contemporain bénéficie d'un large soutien parmi les Albanais de souche dans les Balkans et en particulier dans la diaspora. Il est devenu une force d'unité, de célébration et de promotion de la culture et de l'identité albanaises. En outre, il s'est efforcé de servir d'instrument politique pour défendre les intérêts pan-albanais dans la région des Balkans et à l'étranger, comme en témoignent le niveau élevé de coopération entre l'Albanie et le Kosovo, l'unité entre les diverses communautés religieuses d'Albanie, la coopération entre les communautés de la diaspora et leurs pays d'origine et le lobbying extérieur pan-albanais,.
En réaction à l'indépendance du Kosovo, aux relations extérieures, aux politiques imposées par l'Union européenne, aux relations avec des voisins comme la Serbie et à l'assimilation croissante de la diaspora, le nationalisme albanais est devenu un instrument important de promotion et de protection des valeurs, de l'identité et des intérêts albanais. Par exemple, le nationalisme albanais occupe une place prépondérante dans le sport depuis l'admission du Kosovo à la FIFA et à l'UEFA. Depuis son admission, il y a eu des débats sur la question de savoir s’il y a une « équipe nationale » ou deux, si les supporters originaires du Kosovo doivent rester fidèles à la partie albanaise ou embrasser la partie kosovare et le symbolisme kosovar et comment les Albanais font face à l’existence de deux États majoritairement albanais,,.